# Poritia karennia
Poritia karennia är en fjärilsart som beskrevs av Evans 1921. Poritia karennia ingår i släktet Poritia och familjen juvelvingar. Inga underarter finns listade i Catalogue of Life.